# Orthotrichum vittatum
Orthotrichum vittatum là một loài rêu trong họ Orthotrichaceae. Loài này được (Mitt.) Mitt. mô tả khoa học đầu tiên năm 1870.